# بلاو أم زيه
بلاو أم زي (بالألمانية: Plau am See) هي بلدة ألمانية تقع في ألمانيا في مكلنبورغ فوربومرن. يقدر عدد سكانها بـ 5,804 نسمة .

## أعلام
- جوتا بالستر
- فريدريك لانج